# سیارک ۲۵۵۵۳
سیارک ۲۵۵۵۳ (به انگلیسی: 25553 Ivanlafer، نامگذاری:1999XC169)۲۵۵۵۳مین سیارک کشف شده‌است که در ۱۰ دسامبر ۱۹۹۹ کشف شد.